# Saison 1937 de la NFL
Navigation
Édition précédente Édition suivante
La saison 1937 de la NFL est la 18e saison de la National Football League. Elle voit le sacre des Redskins de Washington.
La franchise des Rams de Cleveland rejoint la NFL. Les Redskins déménagent de Boston vers Washington.

## Classement général
| Conférence Est         |      |      |      |        |          |            |
| Franchise              | Vic. | Déf. | Nuls | % vic. | Pts pour | Pts contre |
| Redskins de Washington | 8    | 3    | 0    | .727   | 195      | 120        |
| Giants de New York     | 6    | 3    | 2    | .667   | 128      | 109        |
| Steelers de Pittsburgh | 4    | 7    | 0    | .365   | 122      | 145        |
| Dodgers de Brooklyn    | 3    | 7    | 1    | .300   | 82       | 174        |
| Eagles de Philadelphie | 2    | 8    | 1    | .200   | 86       | 177        |

| Conférence Ouest     |      |      |      |        |          |            |
| Franchise            | Vic. | Déf. | Nuls | % vic. | Pts pour | Pts contre |
| Bears de Chicago     | 9    | 1    | 1    | .900   | 201      | 100        |
| Packers de Green Bay | 7    | 4    | 0    | .636   | 220      | 122        |
| Lions de Détroit     | 7    | 4    | 0    | .636   | 180      | 105        |
| Cardinals de Chicago | 5    | 5    | 1    | .500   | 135      | 165        |
| Rams de Cleveland    | 1    | 10   | 0    | .091   | 75       | 207        |

## Finale NFL
- 12 décembre 1937, à Chicago devant 15 870 spectateurs, Redskins de Washington 28 - Bears de Chicago 21

## Statistiques
- 963 039 spectateurs assistent aux 55 matchs de la saison régulière, soit une moyenne de 17 510 spectateurs par match.
- Jack Manders des Bears de Chicago est le leader au classement des scoreurs avec 5 TD, 8 FG, 15 PAT et 69 TP.
- Le quarterback rookie Sammy Baugh des Redskins de Washington est le leader du classement des passeurs avec 171 tentatives de passes, 81 passes complétées, 1127 yards gagnés en passe, 8 TD pour 14 interceptions.
- Le coureur Cliff Battles des Redskins de Washington est le leader du classement des coureurs avec 216 courses, 874 yards gagnés, 4,0 yards gagnés par course et 5 TD.
- Le receveur Don Hutson des Packers de Green Bay est le leader du classement des receveurs de passes avec 41 passes complétées, 552 yards gagnés en passe, une moyenne de 13,5 yards par passe et 7 TD.